# Мадукар

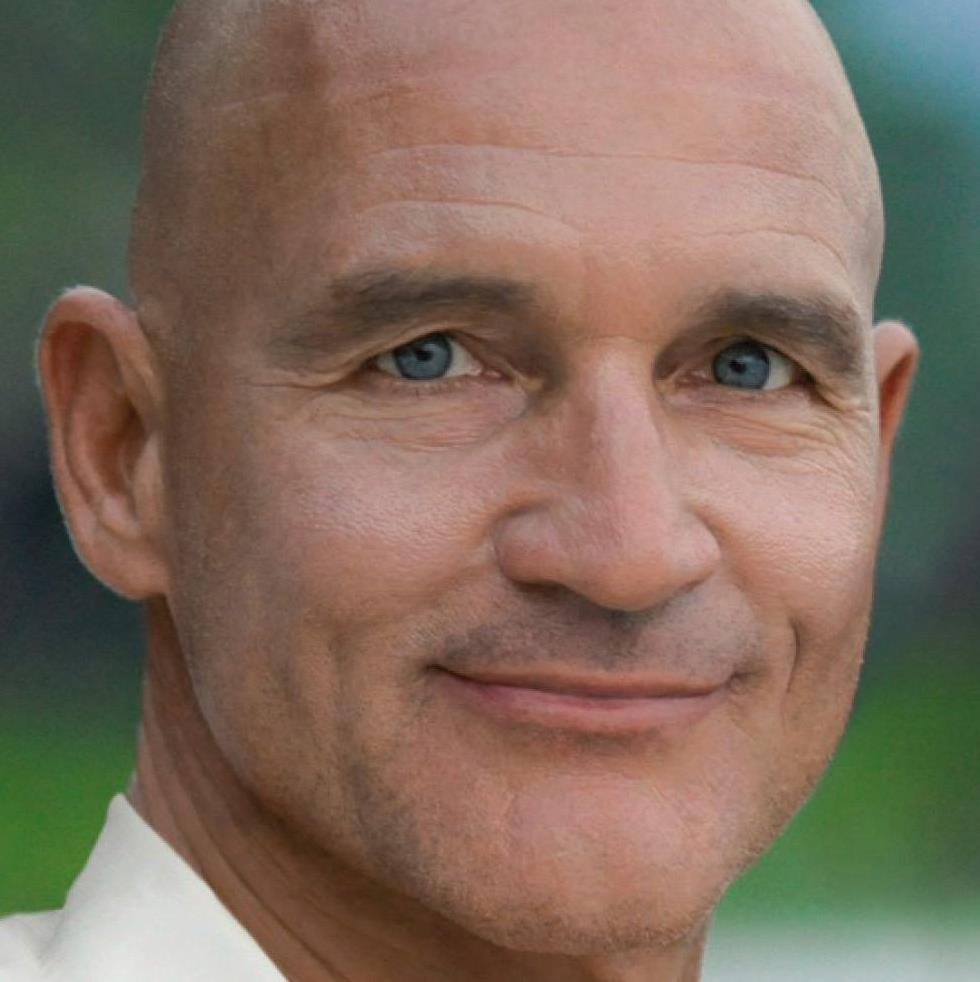
Мадукар

Мадукар (дословный перевод c санскрита: «Любимый, сладкий как мёд»; род. 4 ноября 1957, Штутгарт) — немецкий учитель неоадвайты и джнана-йоги, писатель.
Будучи с детства религиозным, Мадукар после изучения экономики и философии работал телевизионным журналистом.
Интерес к философским и духовным вопросам привёл его, ещё молодого человека, на долгие годы в Азию. Получив в 80-е годы опыт просветления, он стал инструктором йоги и медитации и учеником тантрического буддистского учителя Дзогчен Намкая Норбу. В своих духовных поисках он ездил к шаманам Сибири, Африки и южных морей, однако поначалу не приобрёл для себя удовлетворительного осознания окончательной реальности.
В 1992 году, будучи в Индии, он услышал о «Льве из Лакнау», о Гуру Пападжи, ученике индийского мудреца Раманы Махарши, воплощавшем собой послание адвайты. Адвайта-веданта (А-двайта: не-два = «недвойственность») — это мистическое направление индуизма, философия монизма (монизм= всё едино), происхождение которой восходит, в частности, к Шанкаре (788—820 гг. нашей эры). Мадукар поехал к Пападжи, от которого он получил своё имя, и пробудился, то есть с помощью этого Мастера окончательно осознал, «кем он является на самом деле».
Вернувшись в Европу, он с 1997 года стал распространять важнейшие знания адвайты в общественных встречах, традиционно называемых «сатсанг» (Sat = истина и Sangha = сообщество). Полная любви и радикальная ясность позволили Мадукару — вместе с модным внешним видом и увлечением популярной музыкой и футболом — стать современным Гуру и представителем адвайты. Сегодня Мадукар продолжает линию Мастеров Рамана Махарши / Пападжи воодушевляя людей в открытых встречах целенаправленно ориентироваться на вопрос: «Кто я?» (практика "атма-вичара")
Во время встреч, проводимых в тишине и в диалогах, наряду со специфическими вопросами жизни поднимаются и обсуждаются прежде всего философско-психологические темы. В центре внимания при этом стоят вопросы концепции нашего «я», существования личной свободы действий и воли, взаимоотношения тела и ума и познаваемости космического сознания. Воспринимаемая реальность эгологически подвергается сомнению и исследуется на правдоподобие. Эти встречи призваны служить самопознанию и внутреннему покою.
Будучи практическим философом, Мадукар наводит мосты от духовности к современным наукам, таким как нейро-познавательные науки, квантовая физика, прикладная философия и биология. Мадукар проживает в Амстердаме, а зимние месяцы проводит в Индии и Непале.

## Произведения
- Yoga der Liebe, Ganapati Verlag, 1.Auflage, ISBN 978-3-9813398-0-2
- DIALOGER MED MADHUKAR, GML Print on Demand AB, 2009, ISBN 978-91-86215-28-6
- Es ist immer Jetzt, in: Vital 12/2009
- (недоступная ссылка с 11-05-2013 [4391 день]), 1-е издание, издательство: Ганга, Москва 2009 г, ISBN 978-5-98882-098-7
- простой способ"  (недоступная ссылка с 11-05-2013 [4391 день]), 1-е издание, издательство Ганга, Москва 2008, ISBN 5-98882-063-8.
- Einssein, (Единство), издательство Lüchow, 1-е издание, Stuttgart 2007, ISBN 978-3-363-03120-1
- Erwachen in Freiheit (Пробуждение в свободе), издательство Lüchow, 2-е издание, Stuttgart 2004, ISBN 3-363-03054-1.
- The Simplest Way (Самый простой способ), издательство Editions India, 2-е издание, USA & India 2006, ISBN 81-89658-04-2.
- La via più semplice, Om Edizioni, Bologna, ISBN 978-88-95687-22-3
- Freedom here and now (Свобода здесь и сейчас), музыкальный CD.